# Liste der politischen Parteien in Iran
Die Liste der politischen Parteien in Iran von der Konstitutionellen Revolution 1906 bis heute.

## Von 1906 bis 1979
Bereits während der Konstitutionellen Revolution, der Verabschiedung einer Verfassung, der Gründung eines Parlaments (Madschles) und der damit verbundenen Einführung einer Konstitutionellen Monarchie kam es zur Bildung von Parteien, deren Abgeordnete sich in den anstehenden Wahlen um die Sitze im Parlament bewarben. Von Beginn der Konstitutionellen Monarchie in Iran bildete sich ein Mehrparteiensystem heraus. Allerdings bildeten die politischen Parteien einen eher losen Zusammenschluss von Einzelpersonen, so dass ihre Wirkung bei der politischen Willensbildung mit Ausnahme der kommunistischen Parteien eher gering war. Lediglich die „Kommunistische Partei Persiens“ und die nach der anglo-sowjetischen Invasion Irans im Jahr 1941 als Nachfolgepartei gegründete kommunistische „Tudeh-Partei“ waren als straff geführte Kaderparteien, die einzigen Parteien mit einem hohen Organisationsgrad.
Im Rahmen seiner Reformvorhaben unternahm Schah Mohammad Reza Pahlavi 1960 den Versuch, ein Zweiparteiensystem nach dem Vorbild der USA zu etablieren. Premierminister Manutschehr Eghbal rief die eher konservativ ausgerichtete Melliyune (Nationalistenpartei) ins Leben, während Asadollah Alam die Mardom-Partei (Volkspartei) gründete. Nachdem sich allerdings unerwartet eine dritte Partei, die Nationale Front, bei den Wahlen zur 20. Legislaturperiode bewarb, kam es mit Billigung durch Premierminister Eghbal zu massiven Wahlfälschungen zu Gunsten seiner Partei, so dass die Wahlen später annulliert und das Parlament aufgelöst wurde. Mit Gründung der Partei „Neues Iran“ (Iran Novin) durch Hassan Ali Mansur, die auf Anhieb die Mehrheit im Parlament errang, bildete sich ein Zweiparteiensystem heraus, wobei die Iran-Novin-Partei die Mehrheit der Sitze innehatte und die Mardom-Partei als Minderheitspartei fungierte.
Nachdem es in all den Jahren der Mardom-Partei nie gelungen war, die Mehrheit der Sitze zu erringen, wurden die beiden Parteien auf Anordnung von Schah Mohammad Reza Pahlavi 1975 zur Rastachiz-Bewegung (Aufbruch-Bewegung) zusammengefasst. Die Rastachiz-Bewegung erwies sich als völliger Fehlschlag, so dass der Schah 1977 eine politische Liberalisierung einleitete, die als „Offener politischer Raum“ bezeichnet wurde. Zu den anstehenden Parlamentswahlen sollten alle Parteien, die sich bewerben wollten, zugelassen werden. Eine Ausnahme bildete die Tudeh-Partei, die weiter verboten blieb. Zu diesen 1979 geplanten Wahlen ist es dann nicht mehr gekommen, da im Rahmen der Islamischen Revolution die bestehende Verfassung aufgehoben wurde.
| Kürzel    | Name der Partei                                                 | Parteivorsitz                                                              | Gründung  | Politik                           | Anmerkung                                                         |
| --------- | --------------------------------------------------------------- | -------------------------------------------------------------------------- | --------- | --------------------------------- | ----------------------------------------------------------------- |
| KPI       | Kommunistische Partei des Iran                                  | Heidar Amu Oghly                                                           | 1920      | marxistisch-leninistisch          | 1931 verboten                                                     |
|           | Radikale Partei (Hezb-e Radical)                                | Ali-Akbar Davar                                                            | 1921      | national orientierte Reformpartei |                                                                   |
|           | Demokraten (Demokratische Partei Irans; Hezb-e Demokrat-e Iran) | Ahmad Qavām                                                                | 1921      | konservativ-national              | Neugründung der Demokraten von 1906                               |
| Tudeh     | Tudeh-Partei des Iran                                           | Ali Tschavari                                                              | 1941      | marxistisch-leninistisch          | 1949 nach einem Attentat auf Mohammad Reza Schah Pahlavi verboten |
|           | Paniranistische Partei                                          | Mohsen Pezeschkpur, Alinaghi Alikhani, Bijan Forouhar und Dariush Homayoun | 1941      | nationalistisch                   |                                                                   |
| JM        | Nationale Front                                                 | Adib Borumand                                                              | 1947      | Mehrparteienorganisation          | heute nur noch geduldet                                           |
|           | Arbeiterpartei                                                  | Mozaffar Baqai                                                             | 1950      | sozialdemokratische Reformpartei  |                                                                   |
|           | Melliyune (Nationalistenpartei)                                 | Manutschehr Eghbal                                                         | 1960      | national-konservativ              |                                                                   |
|           | Mardom                                                          | Asadollah Alam                                                             | 1960      | reformorientierte Volkspartei     | 1975 zu Gunsten von Rastachiz aufgelöst                           |
| IN        | Iran Novin                                                      | Hassan Ali Mansur                                                          | 1962      | reformorientiert                  | 1975 zu Gunsten von Rastachiz aufgelöst                           |
| NAI       | Iranische Freiheitsbewegung                                     | Ebrahim Yazdi                                                              | 1961      | islamorientierte Reformpartei     | heute nur noch geduldet                                           |
| Rastachiz | Rastachiz                                                       | Amir Abbas Hoveyda                                                         | 1975      | national-reformorientiert         | im Zuge der Islamischen Revolution verboten                       |
| JRM       | Vereinigung der kämpfenden Geistlichkeit                        | Mohammed Reza Mahdavi-Kani                                                 | seit 1977 | klerikal-konservativ              | eine der größten Parteien                                         |

## Nach 1979
Seit Gründung der Islamischen Republik am 1. April 1979 gab es eine Vielzahl an Parteien mit schwankendem politischen Einfluss. In der Madschles Schoraye Eslami sind Parteien durch direkte Wahl vertreten. Auch in der direkt gewählten Expertenkommission und bei der im Gegensatz zur Wahl des Bundeskanzlers ebenfalls direkten Präsidentschaftswahl spielen diese Parteien eine entscheidende Rolle wie die Präsidentschaftswahl 2009 zeigte. Gegenwärtig sind 223 politische Parteien und Organisationen zur verfassungsgemäßen Geschäftstätigkeit zugelassen.

### Fraktionen im Parlament
Die Parteien im iranischen Parlament werden in Fraktionsgemeinschaften der Prinzipientreuen, der kritischen Konservativen und der Reformer unterteilt. Daneben sind unabhängige, Vertreter der armenischen Minderheit sowie Vertreter religiöser Gruppierungen (chaldäische und assyrische Christen, Juden und Zoroastrier) Mitglied des iranischen Parlaments seit der Konstitutionellen Revolution 1905. Folgende Liste beinhaltet aktuell vertretene Parteien, deren Parteivorsitzende, Gründungsjahr und deren politische Ausrichtung.

### Größte Parteien
| Kürzel | Name der Partei                          | Parteivorsitz             | Gründung | Politik          |
| ------ | ---------------------------------------- | ------------------------- | -------- | ---------------- |
| JEM    | Islamische Gesellschaft der Ingenieure   | Mohammad Reza Bahonar     | 1988     | konservativ      |
| PII    | Partizipationsfront des islamischen Iran | Mohsen Mirdamadi          | 1997     | reformorientiert |
| HEM    | Partei des nationalen Vertrauens         | Mehdi Karroubi            | 2005     | reformorientiert |
| HKS    | Partei des Wiederaufbaus                 | Gholamhossein Karbastschi | 1996     | reformorientiert |

Daneben existieren weitere politische Strömungen wie die Ansare Hisbollah.

### Im Iran verbotene Parteien
| Kürzel  | Name der Partei                               | Parteivorsitz               | Gründung | Politik                                  | Anmerkung                     |
| ------- | --------------------------------------------- | --------------------------- | -------- | ---------------------------------------- | ----------------------------- |
| NDF     | Nationale Demokratische Front (Iran)          | Hedayatollah Matin-Daftari  | 1979     | sozialliberal, säkular                   |                               |
| HMI     | Konstitutionelle Partei des Iran              | Foad Paschai, Nader Zahedi  | 1994     | Konstitutionelle Monarchie               | Sitz in den USA               |
| NWRI    | Nationaler Widerstandsrat des Iran            | Mariam Radschawi            | 1981     | Islamischer Sozialismus                  | Sitz in Paris                 |
| OVFI(M) | Organisation der Volksfedajin Iran (Mehrheit) | Behruz Chaliq               | 1981     | sozialistisch                            | Sitz in Köln                  |
| WPI     | Arbeiterkommunistische Partei des Iran        | Hamid Taghwai               | 1991     | kommunistisch                            | im Exil                       |
| PJAK    | Partei für ein freies Leben in Kurdistan      | Abdul Rahman Haji Ahmadi    | 2004     | kommunistisch, separatistisch            | Schwesterorganisation der PKK |
| DPK-I   | Demokratische Partei Kurdistan-Iran           | Mamoste Abdullah Hassanzada | 1946     | Demokratischer Sozialismus, Föderalismus | Sitz in Paris                 |